# Giovanni del Biondo

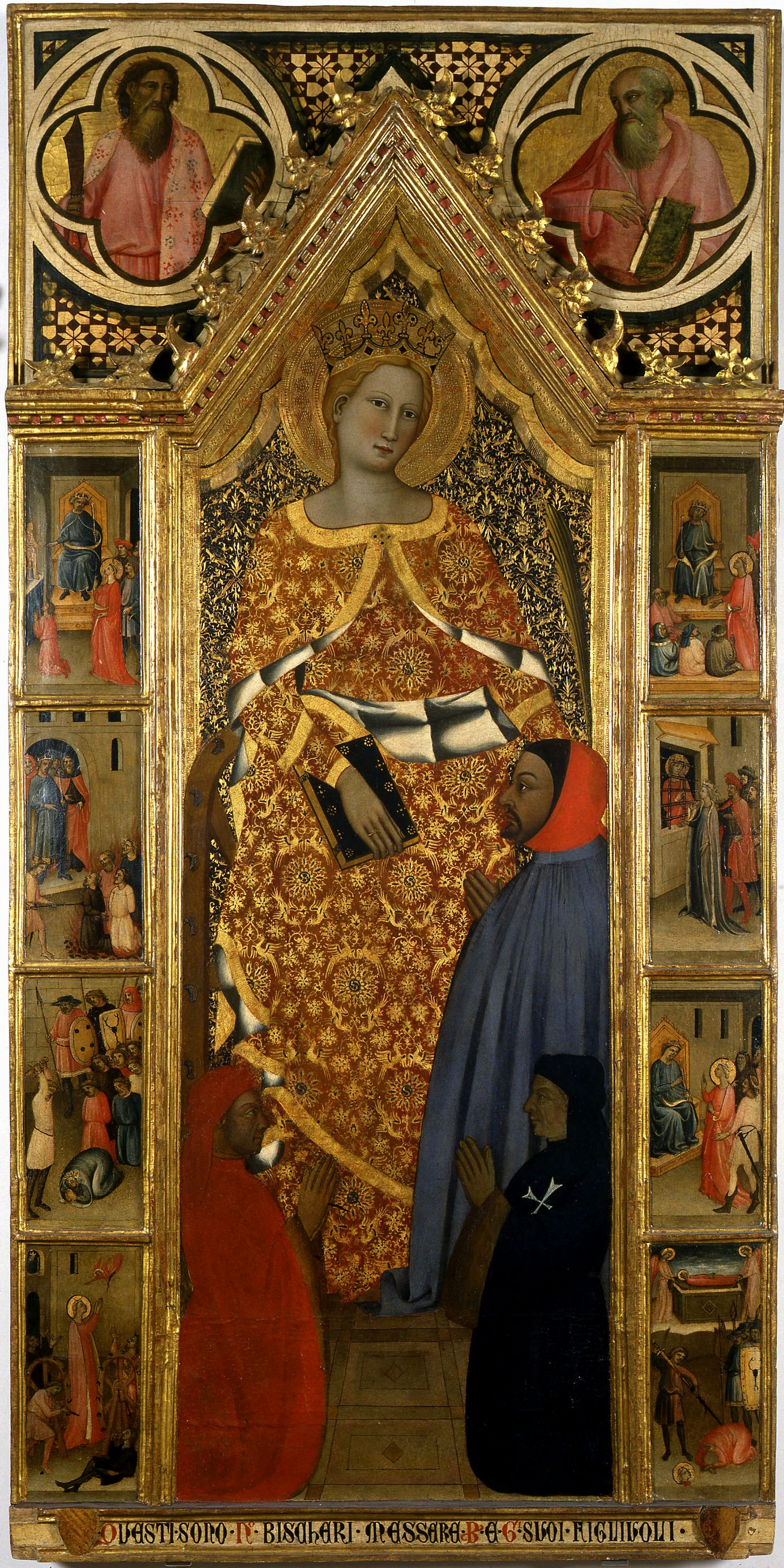
Santa Caterina d'Alessandria e storie della sua vita, Giovanni del Biondo met toevoegingen van Giovanni dal Ponte, Museo dell'Opera del Duomo, Florence

Giovanni del Biondo (Pratovecchio, ca. 1356 - Florence, 1398) was een Italiaans schilder uit de laat-gotische periode.
Het leven van del Biondo is pas te volgen vanaf zijn inschrijving als inwoner van Florence in 1356. Aangezien hij al in 1359 belastingen gaat betalen is het echter onmogelijk dat dit jaar ook zijn geboortedatum is. Vele bronnen nemen 1356 desondanks als geboortedatum van de schilder.
Del Biondo was volgeling van Orcagna met wie hij tussen 1355 en 1358 de Strozzikapel van de Santa Maria Novella decoreerde. Het grootste deel van zijn oeuvre bestaat uit altaarstukken in de behoudende stijl van zijn leermeester. Deze stijl wordt later in zijn leven echter vervangen door een meer lichter en kleurrijkere stijl. Del Biondo wordt wel beschouwd als een van de grote Florentijnse coloristen uit de tweede helft van de 14e eeuw.

## Galerij

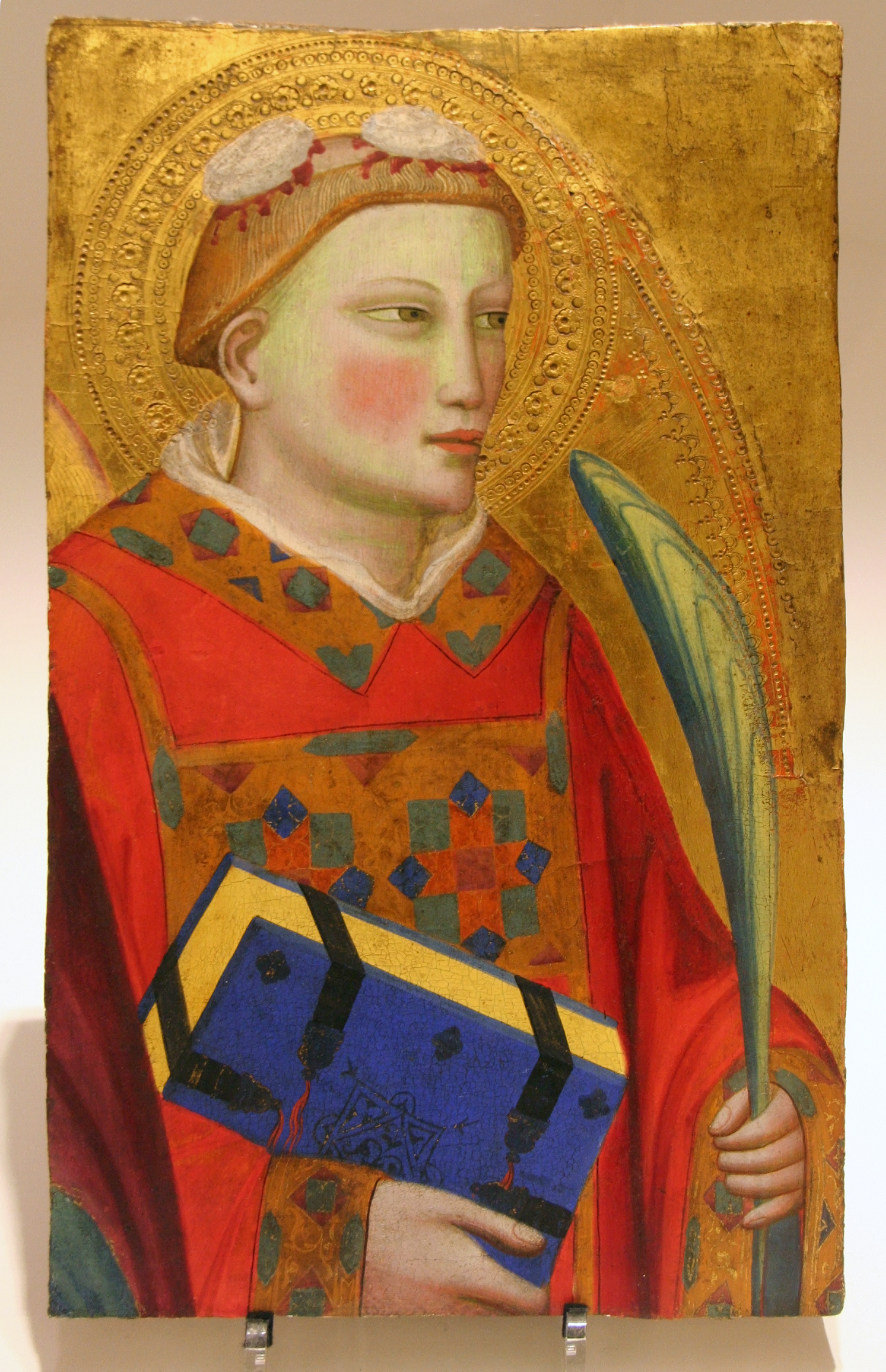
De heilige Stefanus, ca. 1365, Bonnefantenmuseum, Maastricht
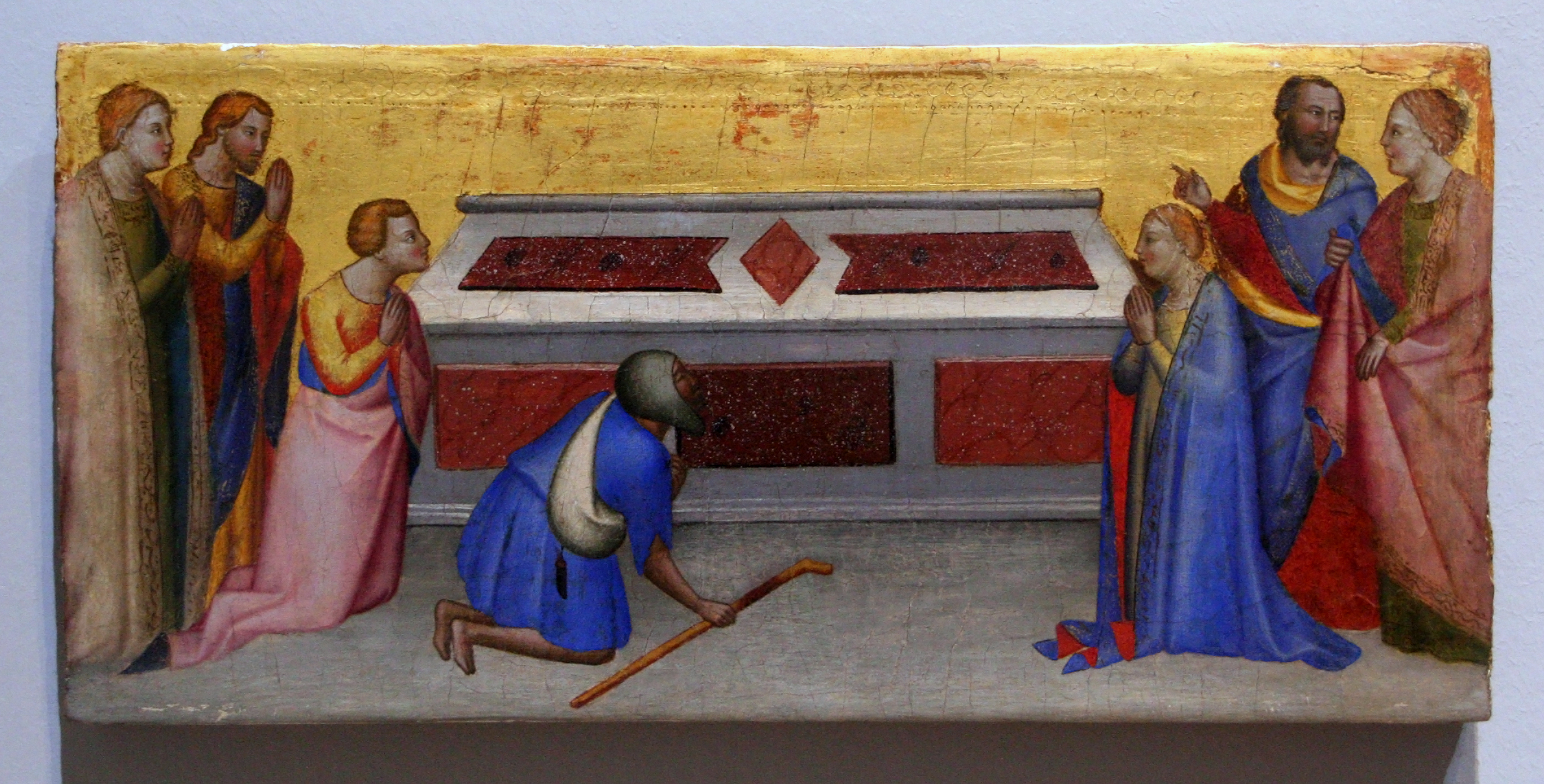
Pelgrims bij de tombe van een heilige, 2e helft 14e eeuw, Musée de Tessé, Le Mans

- Gemeinsame Normdatei: 14381267X
- RKD-Nederlands Instituut voor Kunstgeschiedenis: 31875
- Union List of Artist Names: 500019284
- Virtual International Authority File: 95799810
- WorldCat: E39PCjvfq3pdKJcR4MHvvjbpxC